# Cayo North East
Cayo North East – jednomandatowy okręg wyborczy w wyborach do Izby Reprezentantów, niższej izby parlamentu Belize. Obecnym reprezentantem tego okręgu jest polityk Zjednoczonej Partii Demokratycznej Elvin Penner.
Okręg Cayo North East znajduje się dystrykcie Cayo, na zachodzie kraju i obejmuje swoim zasięgiem Spanish Lookout oraz część San Ignacio. 
Utworzony został w roku: 2008, poprzez wyłączenie z okręgu Cayo South.

## Posłowie
| Rok   | Poseł        |  | Partia |
| ----- | ------------ |  | ------ |
| 2008. | Elvin Penner |  | UDP    |
| 2012  | Elvin Penner |  | UDP    |